# Георг Штелер
Георг Вилхелм Штелер (Бад Виндсхајм, 10. март 1709 — Тјумењ, 14. новембар 1746) је био немачки природњак, лекар и истраживач, који се придружио руској поморској експедицији Витуса Беринга.
Рођен је у Виндсхајму у Баварској, а студирао на Витенбершком универзитету. У Русију је стигао 1734. године. Чуо је за Другу камчатску експедицију Витуса Беринга, која је већ кренула из Санкт Петербурга у фебруару 1733. Пријавио се као добровољац за ту експедицију. Тек марта 1740. године, стиже у Охотск, где се придружио Берингу. На Аљаску, односно острво Кајак, долазе 20. јула 1741. Штелер је био први европски природњак који је описао велики број северноамеричких врста, између осталих и штелерову свраку. На повратку су доживели бродолом и насукали се на Беринговом острву, највећем од Командорских острва. Ту је од скорбута помрла скоро половина посаде, укључујући и Витуса Беринга. Презимљавајући на овом острву, Штелер је описао велики број врста, од којих је најзначајнија штелерова морска крава, изумрла тридесетак година касније. Своја проучавања је изложио у књизи De Bestiis Marinis (Морске звери). У књизи се, осим штелерове морске краве, спомиње још северна фока крзнашица, штелеров морски лав, морска видра, штелерова гавка (врста патке) и корморан наочар (изумро касније). Штелер помиње и морског мајмуна, непознату врсту, која је вероватно била нека фока. На пролеће је посада конструисала нови брод и вратила се на Камчатку. Штелер је на путу за Санкт Петербург добио грозницу и умро у Тјумењу 1746. године.